# Česká 2. Liga Amerického Fotbalu 2018
La Česká 2. Liga Amerického Fotbalu 2018 è la 13ª edizione del campionato di football americano di secondo livello, organizzato dalla ČAAF.

## Squadre partecipanti
| Club                   | Città          | Stadio | Sponsor ufficiale | Risultato nella stagione 2017 |
| ---------------------- | -------------- | ------ | ----------------- | ----------------------------- |
| Hradec Králové Dragons | Hradec Králové |        |                   |                               |
| Prague Hippos          | Praga          |        |                   |                               |
| Prague Mustangs        | Praga          |        |                   |                               |
| Přerov Mammoths        | Přerov         |        |                   |                               |
| Ústí nad Labem Blades  | Ústí nad Labem |        |                   |                               |
| Vysočina Gladiators    | Chotěboř       |        |                   |                               |

## Stagione regolare

### Calendario

#### 1ª giornata
| Praga 14 aprile 2018, ore 11:00 | Prague Hippos | 0 – 38 (0-10 0-7 0-14 0-7) referto | Ústí nad Labem Blades | Motorlet (90 spett.)\| Arbitro: \| Frehar \| |
| Arbitro:                        | Frehar        |                                    |                       |                                              |

| Praga 14 aprile 2018, ore 15:00 | Prague Mustangs | 34 – 12 (6-0 14-6 14-0 0-6) referto | Hradec Králové Dragons | Motorlet (210 spett.)\| Arbitro: \| Frehar \| |
| Arbitro:                        | Frehar          |                                     |                        |                                               |

| Přerov 14 aprile 2018, ore 15:00 | Přerov Mammoths | 21 – 0 (7-0 0-0 0-0 14-0) referto | Vysočina Gladiators | Viktorka (358 spett.)\| Arbitro: \| Gazdík \| |
| Arbitro:                         | Gazdík          |                                   |                     |                                               |

#### 2ª giornata
| Hradec Králové 21 aprile 2018, ore 13:00 | Hradec Králové Dragons | 7 – 44 (0-7 0-16 7-7 0-14) referto | Přerov Mammoths | Lízátka (280 spett.)\| Arbitro: \| Kroulík \| |
| Arbitro:                                 | Kroulík                |                                    |                 |                                               |

| Ústí nad Labem 22 aprile 2018, ore 15:00 | Ústí nad Labem Blades | 13 – 26 (6-7 0-7 7-6 0-6) referto | Vysočina Gladiators | Olšinky (550 spett.)\| Arbitro: \| Hubálek \| |
| Arbitro:                                 | Hubálek               |                                   |                     |                                               |

#### 3ª giornata
| Přerov 28 aprile 2018, ore 15:00 | Přerov Mammoths | 33 – 0 (7-0 0-0 12-0 14-0) referto | Prague Hippos | Viktorka (380 spett.)\| Arbitro: \| Gazdík \| |
| Arbitro:                         | Gazdík          |                                    |               |                                               |

| Jihlava 29 aprile 2018, ore 16:00 | Vysočina Gladiators | 47 – 12 (6-0 13-6 21-0 7-6) referto | Prague Mustangs | Na Stoupách (768 spett.)\| Arbitro: \| Gazdík \| |
| Arbitro:                          | Gazdík              |                                     |                 |                                                  |

#### 4ª giornata
| Hradec Králové 5 maggio 2018, ore 13:00 | Hradec Králové Dragons | 0 – 42 (0-7 0-6 0-22 0-7) referto | Ústí nad Labem Blades | Lízátka (210 spett.)\| Arbitro: \| Kroulík \| |
| Arbitro:                                | Kroulík                |                                   |                       |                                               |

| Praga 8 maggio 2018, ore 14:00 | Prague Mustangs | 39 – 7 (14-0 8-7 0-0 17-0) referto | Prague Hippos | Uhelné sklady (679 spett.)\| Arbitro: \| Janhuba \| |
| Arbitro:                       | Janhuba         |                                    |               |                                                     |

#### 5ª giornata
| Přerov 12 maggio 2018, ore 15:00 | Přerov Mammoths | 12 – 14 (3-0 0-14 0-0 9-0) referto | Ústí nad Labem Blades | Viktorka (348 spett.)\| Arbitro: \| Dvořáček \| |
| Arbitro:                         | Dvořáček        |                                    |                       |                                                 |

| Jihlava 13 maggio 2018, ore 16:00 | Vysočina Gladiators | 67 – 0 (34-0 20-0 7-0 6-0) referto | Hradec Králové Dragons | Na Stoupách (688 spett.)\| Arbitro: \| Šimon \| |
| Arbitro:                          | Šimon               |                                    |                        |                                                 |

#### 6ª giornata
| Ústí nad Labem 19 maggio 2018, ore 15:00 | Ústí nad Labem Blades | 41 – 6 (20-0 0-6 15-0 6-0) referto | Prague Mustangs | Olšinky (384 spett.)\| Arbitro: \| Hameder \| |
| Arbitro:                                 | Hameder               |                                    |                 |                                               |

| Praga 20 maggio 2018, ore 12:00 | Prague Hippos | 0 – 57 (0-14 0-21 0-8 0-14) referto | Přerov Mammoths | Na Šancích (30 spett.)\| Arbitro: \| Hameder \| |
| Arbitro:                        | Hameder       |                                     |                 |                                                 |

#### 7ª giornata
| Hradec Králové 27 maggio 2018, ore 13:00 | Hradec Králové Dragons | 7 – 47 (0-0 7-28 0-19 0-0) referto | Vysočina Gladiators | Lízátka (241 spett.)\| Arbitro: \| Kriesman \| |
| Arbitro:                                 | Kriesman               |                                    |                     |                                                |

| Praga 27 maggio 2018, ore 14:00 | Prague Hippos | 13 – 20 (0-0 7-14 6-0 0-6) referto | Prague Mustangs | Na Šancích (74 spett.)\| Arbitro: \| Šimon \| |
| Arbitro:                        | Šimon         |                                    |                 |                                               |

#### 8ª giornata
| Praga 2 giugno 2018, ore 14:00 | Prague Mustangs | 6 – 37 (0-7 6-14 0-9 0-7) referto | Hradec Králové Dragons | Uhelné sklady (240 spett.)\| Arbitro: \| Rybář \| |
| Arbitro:                       | Rybář           |                                   |                        |                                                   |

| Ústí nad Labem 3 giugno 2018, ore 15:00 | Ústí nad Labem Blades | 42 – 0 (7-0 14-0 14-0 7-0) referto | Prague Hippos | Olšinky (421 spett.)\| Arbitro: \| Kroulík \| |
| Arbitro:                                | Kroulík               |                                    |               |                                               |

#### 9ª giornata
| Přerov 10 giugno 2018, ore 15:00 | Přerov Mammoths | 48 – 0 (14-0 7-0 20-0 7-0) referto | Prague Hippos | Viktorka (250 spett.)\| Arbitro: \| Dvořáček \| |
| Arbitro:                         | Dvořáček        |                                    |               |                                                 |

| Jihlava 10 giugno 2018, ore 16:00 | Vysočina Gladiators | 25 – 20 (7-0 6-13 6-0 6-7) referto | Ústí nad Labem Blades | Na Stoupách (520 spett.)\| Arbitro: \| Kriesman \| |
| Arbitro:                          | Kriesman            |                                    |                       |                                                    |

#### 10ª giornata
| Praga 16 giugno 2018, ore 12:00 | Prague Hippos | 0 – 40 (0-7 0-14 0-7 0-12) referto | Hradec Králové Dragons | Uhelné sklady (80 spett.)\| Arbitro: \| Gazdík \| |
| Arbitro:                        | Gazdík        |                                    |                        |                                                   |

| Praga 16 giugno 2018, ore 16:00 | Prague Mustangs | 7 – 37 (0-0 0-17 7-8 0-12) referto | Vysočina Gladiators | Uhelné sklady (280 spett.)\| Arbitro: \| Gazdík \| |
| Arbitro:                        | Gazdík          |                                    |                     |                                                    |

#### 11ª giornata
| Hradec Králové 23 giugno 2018, ore 12:00 | Hradec Králové Dragons | 17 – 22 (7-7 7-9 0-0 3-6) referto | Prague Mustangs | Lízátka (239 spett.)\| Arbitro: \| Frehar \| |
| Arbitro:                                 | Frehar                 |                                   |                 |                                              |

| Ústí nad Labem 23 giugno 2018, ore 15:00 | Ústí nad Labem Blades | 28 – 3 (7-0 6-3 6-0 9-0) referto | Přerov Mammoths | Olšinky (428 spett.)\| Arbitro: \| Kroulík \| |
| Arbitro:                                 | Kroulík               |                                  |                 |                                               |

| Jihlava 24 giugno 2018, ore 16:00 | Vysočina Gladiators | 35 – 0 (a tavolino) referto | Prague Hippos | Na Stoupách\| Arbitro: \| Hameder \| |
| Arbitro:                          | Hameder             |                             |               |                                      |

### Classifica
La classifica della regular season è la seguente:
- PCT = percentuale di vittorie, G = partite giocate, V = partite vinte,  P = partite perse, PF = punti fatti, PS = punti subiti

| Pos. | Squadra                | PCT  | G | V | N | P | PF  | PS  |
| ---- | ---------------------- | ---- | - | - | - | - | --- | --- |
| 1    | Vysočina Gladiators    | .875 | 8 | 7 | 0 | 1 | 247 | 80  |
| 2    | Ústí nad Labem Blades  | .750 | 8 | 6 | 0 | 2 | 221 | 72  |
| 3    | Přerov Mammoths        | .750 | 8 | 6 | 0 | 2 | 218 | 55  |
| 4    | Prague Mustangs        | .500 | 8 | 4 | 0 | 4 | 146 | 211 |
| 5    | Hradec Králové Dragons | .125 | 8 | 1 | 0 | 7 | 78  | 245 |
| 6    | Prague Hippos          | .000 | 8 | 0 | 0 | 8 | 20  | 267 |

## XIII Silver Bowl
| Jihlava 15 luglio 2018, ore 16:00 | Vysočina Gladiators | 10 – 28 (3-0 7-7 0-7 0-14) referto | Ústí nad Labem Blades | Na Stoupách (1049 spett.)\| Arbitro: \| Janhuba \| |
| Arbitro:                          | Janhuba             |                                    |                       |                                                    |

## Verdetti
- Ústí nad Labem Blades Vincitori della Česká 2. Liga Amerického Fotbalu 2018